# Anyar (Pondok Kubang)
Anyar is een bestuurslaag in het regentschap Bengkulu Tengah van de provincie Bengkulu, Indonesië. Anyar telt 144 inwoners (volkstelling 2010).